# Ik haat hem voor jou
Ik haat hem voor jou is een lied van de Nederlandse zangeressen S10 en Froukje. Het werd in 2024 als single uitgebracht.

## Achtergrond
Ik haat hem voor jou is geschreven door Antoon, S10 en Froukje. Het is een nummer in het genre House. 
In juli 2024 werd bekend dat S10 en Froukje voor de derde keer de studio indoken om opnieuw samen aan een nieuwe single te werken. Na Zonder gezicht en Nooit meer spijt was dit de derde keer dat de meiden een samenwerking aan gingen. Op het festival Lowlands brachten S10 en Froukje het nummer voor het eerst ten gehore.
Op 30 augustus 2024 werd het nummer uitgebracht. Het nummer is een ode aan de vriendschap tussen S10 en Froukje en luidde een nieuw hoofdstuk in de vriendschap tussen de twee jonge zangeressen.
NPO 3FM benoemde het nummer tot '3FM Megahit'. Door 3voor12 werd Ik haat hem voor jou uitgeroepen tot 'Song van het jaar'.
Op 25 februari 2025 won Ik haat hem voor jou een 3FM Award in de categorie 'Beste samenwerking'.

## Hitnoteringen
Op 6 september 2024 wist Ik haat hem voor jou in de Nederlandse Top 40 op de 31ste plaats binnen te komen in de Top 40. Hiermee ontvingen zij als allereerste artiesten een Top 40 Binnenkomer Award. Het nummer stond elf weken in de Top 40 met de elfde plaats als piekpositie. In de Nederlandse Single Top 100 wist het nummer de vijfde plaats te behalen.